# Rubia chitralensis
Rubia chitralensis là một loài thực vật có hoa trong họ Thiến thảo. Loài này được Ehrend. miêu tả khoa học đầu tiên năm 1954.